# Gurtekjauratj
Gurtekjauratj är en sjö i Arvidsjaurs kommun i Lappland och ingår i Piteälvens huvudavrinningsområde.